# Катастрофа CH-47 в Вардаке
6 августа 2011 года вертолёт НАТО Чинук CH-47 сбит ракетой с земли в афганской провинции Вардак, к западу от Кабула. Погибли все 38 человек, находящиеся на борту. В вертолёте находились американские и афганские военнослужащие: 22 бойца «Морских котиков» (SEAL) из Военно-морской специальной группы (NSWDG; SEAL, подразделение 6), 5 военнослужащих 160-го авиационного полка специального назначения, 3 военнослужащих управления боевых диспетчеров ВВС США, военный кинолог, гражданский переводчик, 7 солдат из спецназа Национальной армии Афганистана и служебная собака. Официальные лица военной коалиции на условиях анонимности, сообщили, что вертолёт был сбит Талибаном с помощью ручного противотанкового гранатомёта.
Гибель в этой авиакатастрофе 31 американского спецназовца стала самой крупной потерей Вооружённых сил США с начала операции в Афганистане в 2001 году.
Двадцать два «морских котика» были членами Военно-морской специальной группы (NSWDG), также известной как Команда 6 SEAL — подразделение, бойцы которого уничтожили Усаму бен Ладена. Однако ни один из погибших непосредственно не участвовал в этой операции.
Президент США Барак Обама на военной базе в Довере лично принял участие в церемонии прощания с тридцатью американскими военнослужащими, находившимися на борту вертолёта.